# Поль Рікер
Поль Рі́кер (фр. Paul Ricœur; 27 лютого 1913, Валанс, Франція — 20 травня 2005, Шатне-Малабрі, Франція) — французький філософ, поряд із Гайдеггером і Гадамером один із провідних представників філософської герменевтики, нової гілки філософії, що виросла з кореня феноменології.

## Біографія
Поль Рікер народився 27 лютого 1913 року у Валансі, Франція. Мати Поля померла за 7 місяців по тому. В нього була сестра Аліса, народжена за два роки до Поля. Батько, викладач англійської мови, вирушив на фронт з початком Першої світової війни та зник безвісти в 1915 році. Поля виховували дідусі, бабусі та тітка в протестантському дусі. Навчання в школі для Поля та Аліси частково покривалося за рахунок держави через втрату батьків. Продовжив навчання в ліцеї, де опинився під впливом неотоміста Ролана Дальб'єза.
Він був нагороджений стипендією для навчання в Сорбонні в 1934 році, а потім призначений викладачем в Кольмарі, Ельзас. У Сорбонні він познайомився з Габріелем Марселем, що став його другом і однодумцем на все життя. Формували його головним чином книги, зокрема коментарі до Послання до Римлян Карла Барта і його ж робота «Слово Божий і слово людське». В 1935 році одружився з Сімон Леяс, з якою він виховав п'ятеро дітей: Жана-Поля, Марка, Етьєна, Олівера та доньку Ноель. Із 1935 року Рікер викладає філософію та активно, аж до початку Другої світової війни, вивчає німецьку мову.
У 1939 році Рікер добровольцем вирушає на фронт, але потрапляє до полону в 1940. У цій ситуації вимушеної відчуженості він на досвіді пізнає філософію межових ситуацій: екзистенціальні стани поразки, відчаю, самоти. Але саме тут, волею долі, йому випала нагода й осмислити їх теоретично: Рікер читає в оригіналі роботи Карла Ясперса, що мали на нього величезний вплив. Інші інтелектуали-полонені порадили йому також вивчити праці Едмунда Гуссерля. Ще не цілком розібравшись у феноменології, Рікер став перекладати «Ідеї» Гуссерля. При наступні військ СРСР Рікера разом з кількома іншими полоненими було полишено під час переведення в інше місце. Проте за три тижні він знову опиняється в німецькому полоні, звідки його звільнили 22 квітня канадці.
З 1957 року Рікер проживав у Парижі і працював на кафедрі загальної філософії в Сорбонні. Він займав активну громадянську позицію, підтримував боротьбу Алжиру за звільнення з-під французької влади. Був звинувачений у торгівлі зброєю з алжирським націоналістам і після короткого перебування у в'язниці його паспорт був конфіскований, і його посадили під домашній арешт.
У 1960-і, викладаючи в Сорбонні, він пише чимало філософських праць: «Людина, що помиляється» (1965), «Філософія волі» (1965), «Історія і правда» (1965), «Свобода і природа: добровільне і примусове» (1966).
З 1965 також керував новозаснованим Університетом Нантера. В 1967 Рікер вирішив залишити престижну Сорбонну і разом з колегами переїхав до кампусу Паризького університету в передмісті Нантера. Вони прагнули реорганізувати освіту за британським і американським зразками. В 1968 році у Франції спалахнули студентські бунти, в яких Поль Рікер постраждав, виступаючи проти диктування студентами правил викладачам. В той же час він виступав за пацифізм і вбачав у насильстві з боку молоді, котру навчав, і власну вину. Тому 16 березня 1970 року він звільнився за власним бажанням.
Після цього Рікер викладав у Католицькому університеті Лувена в Бельгії, а потім в Університеті Чикаго, де й пропрацював з 1970 по 1985 рік. В цей час він пише праці, що зробили його знаменитістю серед французьких, німецьких та англо-американських інтелектуалів: «Закон метафори: мультидисциплінарні дослідження творення сенсу мови» (1975) і «Час і наратив» (1984). В 1985 він повернувся до Франції як визнаний філософ. В 1985-86 читав Гіффордівські лекції. У 1993 та 1998 роках читав лекції в Києво-Могилянській академії. У 1995 році отримав там ступінь почесного доктора.
Праці Рікера високо цінував його давній друг Кароль Войтила (майбутній Папа римський). Був удостоєний премії Бальцана в 1999 році та другої премії Клюге за довічні досягнення в галузі гуманітарних наук у 2004 році.
Останніми роками життя Поль Рікер часто їздив в екуменічну общину брата Роже Шютца в Тезі, щоб, за його власними словами, пережити те, у що вірив усім серцем. Помер 20 травня 2005 року в своєму будинку в Шатне-Малабрі, Франція.

## Філософія
Поль Рікер виробив зважений варіант філософії герменевтики, що включав у себе ідеї інших мислителів. На його думку, тенденція західної філософії до досягнення прозорості «Я» при розумінні тексту, почата філософією рефлексії Декарта і фактично продовжена Кантом (див. роботу Рікера «Кант і Гуссерль»), має бути доповнена вивченням суті самого розуміння. Він поділяв ідеї психоаналізу в поясненні причин самообману при розумінні текстів, але заперечував погляди Фрейда, що спотворення сенсу тексту має суто фізичні й матеріальні підстави. Також він погоджувався зі структуралістами, зокрема Фердинаном де Сосюром і Клодом Леві-Стросом, що одиницею тексту при прочитанні його сенсу слід вважати не слово, а цілі речення та діалоги. Розуміння тексту можливе при розумінні символів, прямий сенс яких відсилає до іншого, прихованого сенсу. Особливе місце Рікер відводив метафорі, що постає як тропи, образи та алегорії, утворені шляхом називання однієї речі іншою на підставі подібності. Розуміння є розшифровкою прихованого значення, включеного в буквальне значення. На думку філософа, сучасна формалізована мова перешкоджає розумінню цілісного сенсу з його прямими й прихованими значеннями, на відміну від мови символів та міфів давнини. Рікер відстоював цінність численності інтерпретацій того самого тексту (явище яких називав «текстуальною полісемією»), інтерпретація яких є потенційно нескінченним процесом. У спрощенні сучасної мови він вбачав шлях до відродження її повноти, творення нових символів.
У своїй пізній філософії Поль Рікер досліджував проблему розуміння людиною самої себе. Він прагнув знайти спосіб примирення людини з самою собою шляхом відшукування справжнього сенсу власної діяльності. Досліджуючи мову, як вважав Рікер, можливо знайти первісні, позасвідомі й неспотворені значення власних почуттів. Трактуючи та розуміючи наративи, котрі сприймаються впродовж життя, людина може трактувати себе і відповісти на головне питання «Хто я є?».

## Основні праці
- «Габріель Марсель і Карл Ясперс» (Gabriel Marcel et Karl Jaspers, 1947)
- «Філософія волі» (Philosophie de la Volonté, в 2-х томах, 1950—1960)
- «Історія та істина» (Histoire et vérité, 1955)
- «Символізм зла» (The Symbolism of Evil, 1967)
- «Конфлікт інтерпретацій» (Le Conflit des interprétations, 1969)
- «Закон метафори» (La Métaphore vive, 1975)
- «Час і наратив» (Temps et Récit, 1984)
- «Школа феноменології» (À l'école de la phenomenologie,1986)
- «Сам як інший» (Soi-même comme un autre, 1990)
- «Любов і справедливість» (Amour et justice, 1997)

## Переклади українською
- Рікер П. Навколо політики. — К.: Дух і літера, 1995. — 335 с.
- Рікер П. Право і справедливість. — К.: Дух і літера, 2000. — 216 с.
- Рікер П. Сам як інший. — К.: Дух і літера, 2000. — 458 с.
- Рікер П. Про інтерпретацію // Після філософії: кінець чи трансформація? / упоряд. К. Байнес. — К.: Четверта хвиля, 2000. — С. 312—333.
- Рікер П. Історія та істина. — К.: Видавничий дім «КМ Академія», 2001. — 396 с.
- Рікер П. Держава та насильство // Незалежний культурологічний часопис «Ї». — № 25. — 2002. — С. 79-94.
- Рікер П. Право і справедливість", Видавництво: Дух і Літера, 2002. — 216 с.
- Рікер П. Інтелектуальна автобіографія. Любов і справедливість. — К.: Дух і літера, 2002. — 114 с.
- Рікер П. Ідеологія і утопія. — К.: Дух і літера, 2005. — 386 с.